# Mistrzostwa Świata Juniorek w Hokeju na Lodzie 2015/Kwalifikacje do I Dywizji
Mistrzostwa Świata Juniorek w Hokeju na Lodzie Kwalifikacji do I Dywizji 2015 odbyły się w Katowicach w dniach 19–25 stycznia 2015.
Do mistrzostw pierwszej dywizji kwalifikacyjnej przystąpiło 6 zespołów, które walczyły w jednej grupie systemem każdy z każdym. Zwycięzca turnieju wywalczył awans do mistrzostw świata pierwszej dywizji, w której walczą o awans do elity.
Hala, w której odbędą się rozgrywki to:
- Spodek (Katowice)

## Sędziowie
| Sędziowie główni - Tijana Haack - Natascha Huizeling - Ramune Maleckine - Arina Ustinova | Sędziowie liniowi - Ivana Besedicova - Vivienne Brekelmans - Jana Gerekena - Alexandra Klaffki - Henna-Maria Koivuluoma - Bente Owren - Zsuzanna Sandor |

## Wyniki
Godziny podane w czasie lokalnym (UTC+01:00)
| 19 stycznia 2015 | Kazachstan | 2:1 pk. | Chiny | Spodek, Katowice |

| Szczegóły      | Szczegóły  | Szczegóły                 | Szczegóły   | Szczegóły                               |
| -------------- | ---------- | ------------------------- | ----------- | --------------------------------------- |
| Godzina: 13:00 |            | (1:0, 0:1, 0:0, 0:0, 1:0) |             | Widzów: 100 Sędzia główny: Tijana Haack |
| Godzina: 13:00 | 8 min. kar |                           | 12 min. kar | Widzów: 100 Sędzia główny: Tijana Haack |

| 19 stycznia 2015 | Dania | 9:0 | Wielka Brytania | Spodek, Katowice |

| Szczegóły      | Szczegóły  | Szczegóły       | Szczegóły   | Szczegóły                                   |
| -------------- | ---------- | --------------- | ----------- | ------------------------------------------- |
| Godzina: 16:30 |            | (2:0, 4:0, 3:0) |             | Widzów: 100 Sędzia główny: Ramune Maleckine |
| Godzina: 16:30 | 4 min. kar |                 | 12 min. kar | Widzów: 100 Sędzia główny: Ramune Maleckine |

| 19 stycznia 2015 | Włochy | 5:1 | Polska | Spodek, Katowice |

| Szczegóły      | Szczegóły | Szczegóły       | Szczegóły            | Szczegóły                                 |
| -------------- | --- | --------------- | -------------------- | ----------------------------------------- |
| Godzina: 20:00 | N. Mattivi (PP) 08:27 M. de Rech (PP) 11:16 A. Gasperini (EQ) 15:29 F. Galtieri (PP) 19:25 F. Stocker (EQ0 28:23) | (4:1, 1:0, 0:0) | 00:23 (EQ) J. Gawlik | Widzów: 300 Sędzia główny: Arina Ustinova |
| Godzina: 20:00 | 10 min. kar |                 | 14 min. kar          | Widzów: 300 Sędzia główny: Arina Ustinova |

| 21 stycznia 2015 | Wielka Brytania | 0:1 | Włochy | Spodek, Katowice |

| Szczegóły      | Szczegóły   | Szczegóły       | Szczegóły               | Szczegóły                                 |
| -------------- | ----------- | --------------- | ----------------------- | ----------------------------------------- |
| Godzina: 13:00 |             | (0:0, 0:0, 0:1) | 03:28 (PP) A. Gasperini | Widzów: 100 Sędzia główny: Arina Ustinova |
| Godzina: 13:00 | 10 min. kar |                 | 16 min. kar             | Widzów: 100 Sędzia główny: Arina Ustinova |

| 21 stycznia 2015 | Chiny | 0:5 | Dania | Spodek, Katowice |

| Szczegóły      | Szczegóły   | Szczegóły       | Szczegóły  | Szczegóły                                     |
| -------------- | ----------- | --------------- | ---------- | --------------------------------------------- |
| Godzina: 16:30 |             | (0:3, 0:0, 0:2) |            | Widzów: 120 Sędzia główny: Natascha Huizeling |
| Godzina: 16:30 | 14 min. kar |                 | 8 min. kar | Widzów: 120 Sędzia główny: Natascha Huizeling |

| 21 stycznia 2015 | Polska | 6:1 | Kazachstan | Spodek, Katowice |

| Szczegóły      | Szczegóły | Szczegóły       | Szczegóły                   | Szczegóły                               |
| -------------- | --- | --------------- | --------------------------- | --------------------------------------- |
| Godzina: 20:00 | J. Gawlik (EQ) 06:41 O. Tomczok (EQ) 10:31 S. Łaskawska (PP) 17:56 K. Wieczorek (EQ) 41:54 K. Wieczorek (EQ) 45:47 K. Pelic (PP) 58:13 | (3:0, 0:1, 3:0) | 22:57 (SH) M. Aldabergenowa | Widzów: 310 Sędzia główny: Tijana Haack |
| Godzina: 20:00 | 8 min. kar |                 | 18 min. kar                 | Widzów: 310 Sędzia główny: Tijana Haack |

| 22 stycznia 2015 | Dania | 6:1 | Włochy | Spodek, Katowice |

| Szczegóły      | Szczegóły  | Szczegóły       | Szczegóły   | Szczegóły                                    |
| -------------- | ---------- | --------------- | ----------- | -------------------------------------------- |
| Godzina: 13:00 |            | (2:1, 0:0, 4:0) |             | Widzów: 50 Sędzia główny: Natascha Huizeling |
| Godzina: 13:00 | 8 min. kar |                 | 14 min. kar | Widzów: 50 Sędzia główny: Natascha Huizeling |

| 22 stycznia 2015 | Polska | 9:0 | Chiny | Spodek, Katowice |

| Szczegóły      | Szczegóły | Szczegóły       | Szczegóły   | Szczegóły                                 |
| -------------- | --- | --------------- | ----------- | ----------------------------------------- |
| Godzina: 16:30 | K. Wieczorek (EQ) 04:08 K. Wieczorek (EQ) 07:27 K. Wieczorek (SH) 10:01 K. Wieczorek (PP) 12:04 O. Tomczok (EQ) 25:58 A. Sopata (EQ) 31:43 J. Strzelecka (EQ) 34:34 K. Wieczorek (PP) 55:00 O. Tomczok (EQ) 58:39 | (4:0, 3:0, 2:0) |             | Widzów: 110 Sędzia główny: Arina Ustinova |
| Godzina: 16:30 | 8 min. kar |                 | 16 min. kar | Widzów: 110 Sędzia główny: Arina Ustinova |

| 22 stycznia 2015 | Wielka Brytania | 1:2 | Kazachstan | Spodek, Katowice |

| Szczegóły      | Szczegóły   | Szczegóły       | Szczegóły   | Szczegóły                                  |
| -------------- | ----------- | --------------- | ----------- | ------------------------------------------ |
| Godzina: 20:00 |             | (0:0, 1:0, 0:2) |             | Widzów: 40 Sędzia główny: Ramune Maleckine |
| Godzina: 20:00 | 16 min. kar |                 | 10 min. kar | Widzów: 40 Sędzia główny: Ramune Maleckine |

| 24 stycznia 2015 | Włochy | 2:1 | Kazachstan | Spodek, Katowice |

| Szczegóły      | Szczegóły   | Szczegóły       | Szczegóły   | Szczegóły                                  |
| -------------- | ----------- | --------------- | ----------- | ------------------------------------------ |
| Godzina: 13:00 |             | (0:0, 1:1, 1:0) |             | Widzów: 50 Sędzia główny: Ramune Maleckine |
| Godzina: 13:00 | 10 min. kar |                 | 14 min. kar | Widzów: 50 Sędzia główny: Ramune Maleckine |

| 24 stycznia 2015 | Chiny | 2:1 | Wielka Brytania | Spodek, Katowice |

| Szczegóły      | Szczegóły   | Szczegóły       | Szczegóły  | Szczegóły                              |
| -------------- | ----------- | --------------- | ---------- | -------------------------------------- |
| Godzina: 16:30 |             | (0:0, 1:1, 1:0) |            | Widzów: 50 Sędzia główny: Tijana Haack |
| Godzina: 16:30 | 10 min. kar |                 | 6 min. kar | Widzów: 50 Sędzia główny: Tijana Haack |

| 24 stycznia 2015 | Polska | 1:5 | Dania | Spodek, Katowice |

| Szczegóły      | Szczegóły             | Szczegóły       | Szczegóły                                                                                   | Szczegóły                                     |
| -------------- | --------------------- | --------------- | ------------------------------------------------------------------------------------------- | --------------------------------------------- |
| Godzina: 20:00 | J. Gawlik 08:50 (PP1) | (1:0, 0:2, 0:3) | 33:02 (EQ) C. Soendergaard 38:01 (EQ), 40:09 (EQ), 58:42 (EQ), M. Weis 43:29 (EQ) M. Peters | Widzów: 500 Sędzia główny: Natascha Huizeling |
| Godzina: 20:00 | 8 min. kar            |                 | 10 min. kar                                                                                 | Widzów: 500 Sędzia główny: Natascha Huizeling |

| 25 stycznia 2015 | Chiny | 0:2 | Włochy | Spodek, Katowice |

| Szczegóły      | Szczegóły  | Szczegóły       | Szczegóły  | Szczegóły                              |
| -------------- | ---------- | --------------- | ---------- | -------------------------------------- |
| Godzina: 13:00 |            | (0:0, 0:1, 0:1) |            | Widzów: 50 Sędzia główny: Tijana Haack |
| Godzina: 13:00 | 8 min. kar |                 | 6 min. kar | Widzów: 50 Sędzia główny: Tijana Haack |

| 25 stycznia 2015 | Wielka Brytania | 1:4 | Polska | Spodek, Katowice |

| Szczegóły      | Szczegóły                | Szczegóły       | Szczegóły                                                                                     | Szczegóły                                 |
| -------------- | ------------------------ | --------------- | --------------------------------------------------------------------------------------------- | ----------------------------------------- |
| Godzina: 16:30 | K. Lossnitzer 05:09 (EQ) | (1:2, 0:2, 0:0) | 14:23 (PP1) O. Tomczok 17:48 (EQ) K. Wieczorek 20:42 (PP1) J. Gawlik 21:50 (EQ) J. Strzelecka | Widzów: 350 Sędzia główny: Arina Ustinova |
| Godzina: 16:30 | 12 min. kar              |                 | 8 min. kar                                                                                    | Widzów: 350 Sędzia główny: Arina Ustinova |

| 25 stycznia 2015 | Kazachstan | 0:4 | Dania | Spodek, Katowice |

| Szczegóły      | Szczegóły  | Szczegóły       | Szczegóły  | Szczegóły                                  |
| -------------- | ---------- | --------------- | ---------- | ------------------------------------------ |
| Godzina: 20:00 |            | (0:1, 0:0, 0:3) |            | Widzów: 60 Sędzia główny: Ramune Maleckine |
| Godzina: 20:00 | 4 min. kar |                 | 8 min. kar | Widzów: 60 Sędzia główny: Ramune Maleckine |

Tabela
| Lp. | Zespół          | M | Z | Zd | Pd | P | G+ | G- | +/− | Pkt |
| --- | --------------- | - | - | -- | -- | - | -- | -- | --- | --- |
| 1.  | Dania           | 5 | 5 | 0  | 0  | 0 | 29 | 2  | +27 | 15  |
| 2.  | Włochy          | 5 | 4 | 0  | 0  | 1 | 11 | 8  | +3  | 12  |
| 3.  | Polska          | 5 | 3 | 0  | 0  | 2 | 21 | 12 | +9  | 9   |
| 4.  | Kazachstan      | 5 | 1 | 1  | 0  | 3 | 6  | 14 | –8  | 5   |
| 5.  | Chiny           | 5 | 1 | 0  | 1  | 3 | 3  | 19 | –16 | 4   |
| 6.  | Wielka Brytania | 5 | 0 | 0  | 0  | 5 | 3  | 18 | –15 | 0   |

    = awans do I dywizji     = pozostanie w kwalifikacjach do I dywizji
Statystyki indywidualne
- Klasyfikacja strzelców:  Michelle Weis,  Kamila Wieczorek – 8 bramek
- Klasyfikacja asystentów: cztery zawodniczki – 5 asyst
- Klasyfikacja kanadyjska:  Michelle Weis,  Kamila Wieczorek – 13 pkt.
- Klasyfikacja +/−:  Josefine Hansen – +12
- Klasyfikacja skuteczności interwencji bramkarzy:  Lisa Jensen – 95,65%
- Klasyfikacja średniej goli straconych na mecz bramkarzy:  Lisa Jensen – 0,55 bramki

Nagrody indywidualne
Dyrektoriat turnieju wybrał trójkę najlepszych zawodników na każdej pozycji:
- Bramkarz:  Eugenia Pompanin
- Obrońca:  Josefine Hansen
- Napastnik:  Kamila Wieczorek